# KTRK
KTRK ist die größte öffentlich-rechtliche Rundfunkanstalt in Kirgisistan, die mehrere Hörfunk- und Fernsehprogramme betreibt. Sie wurde 1931 gegründet und hat ihren rechtlichen Sitz in Bischkek.

## Sender
Die Rundfunkanstalt betreibt 6 Fernsehsender und 5 Radiosender. Dabei hat jeder Sender seine eigene Zielgruppe.
Das Konzept von KTRK Musyka ähnelt teilweise dem von MTV. Der Sender Madaniyat.Taryh.Til soll traditionelle Werte vermitteln.

### KTRK Sport
Bei KTRK Sport werden große nationale und internationale Sportereignisse übertragen. Darunter sind auch zahlreiche Übertragungen von  Traditionellen Pferdewettkämpfen, aber auch die meisten größeren internationalen Sportereignisse werden (mit einem Fokus auf die kirgisischen Vertreter) gesendet.

### Balastan
Das Programm richtet sich speziell an Kinder und jüngere Jugendliche. Die Programme sind auf Kirgisisch und auf Russisch. Ausgestrahlt werden weltweit bekannte Kinderserien, aber auch kirgisische und russische Produktionen.

### Ala-Too 24
Ala-Too 24 ist ein 24-Stunden-Nachrichtensender. Gesendet werden lokale und internationale Nachrichten sowie Reportagen.

### Radiosender
Baldar FM ist das Gegenstück von Balastan im Radio. Birintschi Radio überträgt hauptsächlich Nachrichten und Reportagen. Die Programme der restlichen Sender sind auf Unterhaltung und kulturell ausgerichtet.